# Ada Elizabeth Jones
Ada Elizabeth Jones, también conocida como Mrs Cecil Chesterton, o Ada Chesterton (1888 – 1962), fue una periodista y escritora inglesa, además de ser la fundadora de las Cecil Houses.

## Biografía
Periodista a principios del siglo XX, trabajó en Fleet Street, en Londres, junto a los grandes periodistas de la época, entre ellos, Cecil y Gilbert K. Chesterton. Conoció a estos dos hermanos trabajando los tres en distintos periódicos, y coincidiendo en algunos. Cecil Chesterton se fue poco a poco enamorando de ella y, si bien en principio ella no sentía lo mismo que él, al final este logró conquistarla y luego desposarla en 1916. Se casaron en una Iglesia católica tradicional. A los pocos días él partió para el frente, en la Primera Guerra Mundial. Cuando Cecil se marchó a la guerra, Ada Jones quedó a cargo del New Witness, periódico que el menor de los hermanos Chesterton (Cecil) fundó junto con Hilaire Belloc, y en el cual G. K. Chesterton contribuyó con innumerables artículos, reemplazando más tarde a Ada en sus funciones. Cecil Chesterton murió en la guerra debido a una pulmonía, pero moribundo alcanzó a conversar por última vez con su esposa, gracias a unos favores que para G. K. Chesterton realizó un diplomático, que facilitó la documentación necesaria para que Ada saliera de Inglaterra al lugar donde se encontraba su cónyuge.
Fundó las Casas Cecil (Cecil’s Houses), que daban refugio a mujeres abandonadas. Entre los libros escritos por ella se encuentra Los Chesterton, una biografía de los dos hermanos, contada desde que los conoció hasta que murió el último de ellos en 1936.

## Obra

### Cecil’s Houses
La primera Cecil´s House abrió sus puertas en marzo de 1927 para 44 mujeres y 2 bebés. Menos de un año después, en enero de 1928, se abrió su segunda casa en Kings Cross, que brindó refugio a 58 mujeres y 12 bebés. En marzo de 1929, se abrió la tercera casa en North Kensington para 60 mujeres y 18 bebés. En noviembre de 1930, se abrió una propiedad en Harrow Road para otras 60 mujeres y 18 bebés. Y en marzo de 1934, la propiedad en Waterloo que ahora es la oficina central de C&C se abrió para 49 mujeres y 2 bebés.
En 1935, las Cecil´s Houses de la Sra. Chesterton habían recibido reconocimiento y donaciones de todo el mundo. Se convirtieron en un refugio para mujeres de toda la ciudad que podían encontrar refugio sin recibir preguntas.
Durante más de 90 años, las Cecil´s Houses continuaron trabajando fusionándose con organizaciones benéficas de vivienda social y de atención para personas mayores, y finalmente convirtiéndose en una Asociación de Vivienda en 1974. Las Cecil´s Houses se conocen como C&C, una organización de vivienda sin ánimo de lucro, para mayores de 55 años, que proveen serviciosasequibles de vivienda, incluido alojamiento, protección y cuidado. Sus oficinas centrales todavía se pueden encontrar en un antiguo edificio de Cecil´s House en Waterloo Road.

## Libros
- My Russian Venture (1931)
- The Chestertons (1941)